# Ooencyrtus vesta
Ooencyrtus vesta är en stekelart som beskrevs av Huang och John S. Noyes 1994. Ooencyrtus vesta ingår i släktet Ooencyrtus och familjen sköldlussteklar. Inga underarter finns listade i Catalogue of Life.